# Long Xuyên, Bình Giang
Long Xuyên là một xã thuộc huyện Bình Giang, tỉnh Hải Dương, Việt Nam.
Xã Long Xuyên có diện tích 5,28 km², dân số năm 1999 là 5972 người, mật độ dân số đạt 1131 người/km².

## Làng gốm Kệ Gián (Cậy), Hương Gián (Công), Hợp Lễ, Bá Thủy
Bốn làng gốm nổi tiếng. Trong đó, làng Kệ Gián (Cậy) vốn thuộc tổng Bình Dã; các làng Hương Gián, Hợp Lễ (Đáy) thuộc tổng Lí (Triền) Đổ. Trong khi làng Bá Thủy (Bó) vốn thuộc huyện Gia Lộc.